# Mathilde Cini
Mathilde Cini (Brianzón, 18 de noviembre de 1994) es una deportista francesa que compite en natación.
Ganó una medalla de bronce en el Campeonato Mundial de Natación en Piscina Corta de 2014 y una medalla de bronce en el Campeonato Europeo de Natación en Piscina Corta de 2017, en la prueba de 4 × 50 m estilos.
Participó en los Juegos Olímpicos de Río de Janeiro 2016, ocupando el séptimo lugar en la prueba de 4 × 100 m libre.

## Palmarés internacional
| Campeonato Mundial en Piscina Corta | Campeonato Mundial en Piscina Corta | Campeonato Mundial en Piscina Corta | Campeonato Mundial en Piscina Corta |
| Año                                 | Lugar                               | Medalla                             | Prueba                              |
| ----------------------------------- | ----------------------------------- | ----------------------------------- | ----------------------------------- |
| 2014                                | Doha (Catar)                        | Medalla de bronce                   | 4 × 50 m estilos                    |
| Campeonato Europeo en Piscina Corta |                                     |                                     |                                     |
| Año                                 | Lugar                               | Medalla                             | Prueba                              |
| 2017                                | Copenhague (Dinamarca)              | Medalla de bronce                   | 4 × 50 m estilos mixto              |